# Mario Luraschi
Mario Luraschi (Binago, 11 dicembre 1947) è uno stuntman francese di origine italiana che ha recitato in circa 500 film.

## Biografia
È la sua grande passione per gli indiani d'America a portarlo a interessarsi di cavalli sin da giovane e, più tardi, alla carriera da stuntman per il cinema.
Nel 1965, a 18 anni partecipa alla creazione del parco di divertimenti "La vallée des peaux rouges". Per le necessità del parco, ha vissuto in quell'occasione sotto un tipi, si è vestito da indiano ed eseguito danze rituali come la "danza de vento".
Dopo questa esperienza Mario ha scelto di fare del cavallo e dello spettacolo il suo mestiere.
Più tardi viaggia tra la Spagna, il Portogallo e l'Argentina; esperienza che gli permette di incontrare Paco Yanez e Luis Valencia. Sono le persone che gli hanno insegnato a vivere e a lavorare in perfetta armonia con il cavallo.
Titolare della ditta Cavalcade, diviene cavallerizzo-acrobata e addestratore di cavalli. Stunt actions e spettacoli equestri sono le sue attività. Nelle sue scuderie albergano in permanenza più di trenta cavalli specialmente addestrati da Luraschi per le cascate cinematografiche ed altrettanti cavalli da spettacolo; inoltre, nella sua sede a pochi Km da Parigi custodisce una grande collezione di costumi e accessori equestri. La cavalleria di Mario Luraschi ha avuto alcuni «cavalli-stars» come Jolly Jumper, Lo stallone nero e Il cavallo venuto dal mare.
In Italia è stato più volte il protagonista del Gala d'Oro della Fieracavalli di Verona con la regia di Antonio Giarola.
Tra i suoi principali films possono essere citati: Jacquou le Croquant, L'Orso, Lucky Luke, Le Pacte des Loups, D'Artagnan, Giovanna d'Arco, Visitors I e II, Les Rois Maudits, L'ussaro sul tetto, Les Cavaliers de l'orage, Napoleone...
Nel 2003, Mario Luraschi riceve la medaglia d'argento dalla Lega francese della Protezione del Cavallo.
Le sue scuderie sono bruciate nel 2007 e 4 dei cavalli del suo ultimo spettacolo (Ben-Hur) sono morti nell'incendio.
Il 19 gennaio 2010, all'apertura dei Rencontres internationales du cinéma de patrimoine et de films restaurés de Vincennes, dopo essere arrivato all'interno delle sale dell'Hotel de Ville di Vincennes con il suo cavallo Quijote, riceve il Prix Henri-Langlois Arts et Techniques du Cinéma.

## Spettacoli
Regia
- Excalibur a Las Vegas
- Buffalo Bill Wild West show a EuroDisney
- La Légende du Far West a Bercy
- Ben Hur
- A la quête du Graal a Europa-Park (Arena Spagnola 2007)
- Le combat des nobles chevaliers a Europa-Park (Arena Spagnola 2008)
- Duel de frères a Europa-Park (Arena Spagnola 2009)
- L'épée du roi Arthur a Europa-Park (Arena Spagnola 2010)
- L'Alchimie Equestre - Le Sacre du Cheval a Amiens (Cirque Jules Verne 2012), regia associata di Antonio Giarola.
- Das Kaltenbergr Ritterturnier a Kaltenberg, Allemagne (2005 - )
- Horse Dreaming a Qingdao, Cina (2019), regia associata di Antonio Giarola.

## Filmografia
Come stuntman o addestratore di cavalli
- Astérix et Obélix contro Cesare
- Bandidas (Joachim Roenning, Espen Sandberg)
- Blueberry (Jan Kounen)
- Il destino di un cavaliere (Brian Helgeland)
- Chouans ! (Philippe de Broca)
- D'Artagnan (Peter Hyams)
- Devil Story : Il était une fois le diable (Bernard Launois)
- Fanfan la Tulipe (Gérard Krawczyk)
- Jacquou le croquant (Laurent Boutonnat)
- Jappeloup
- Jeanne d'Arc (Christian Duguay)
- Julie chevalier de Maupin (Charlotte Brandström)
- Just Visiting - Les Visiteurs en Amérique (Jean-Marie Gaubert)
- La Fille de d'Artagnan (Bertrand Tavernier)
- La Révolution française (Robert Enrico)
- La Veuve de Saint-Pierre (Patrice Leconte)
- Le Bossu (Philippe De Broca)
- Le Cheval venu de la mer (Mike Newell)
- Le Frère du guerrier (Pierre Jolivet)
- Le Hussard sur le toit (Jean-Paul Rappeneau)
- Il patto dei lupi (Christophe Gans)
- Les Brigades du Tigre (Jérôme Cornuau)
- Les Caprices d'un fleuve (Bernard Giraudeau)
- Les Cavaliers de l'orage (Gérard Vergez)
- Les Frères Grimm (Terry Gilliam)
- Les Rois maudits (téléfilm de France 2) (Josée Dayan)
- Les Visiteurs (Jean-Marie Poiré)
- Les Visiteurs II - Les couloirs du temps (Jean-Marie Poiré)
- Louis, enfant roi (Roger Planchon)
- Lucky Luke (Terence Hill)
- L'orso (Jean-Jacques Annaud)
- Merlin(série)(Julian Jones, Jake Michie, Johnny Capps et Julian Murphy)
- Napoléon (Yves Simoneau)
- The Man who cried (Sally Potter)
- Twist Again à Moscou (Jean-Marie Poiré)
- Pourvu qu'elles soient douces (Laurent Boutonnat - Mylène Farmer)
- 1978 : Quand flambait le bocage téléfilm de Claude-Jean Bonnardot
- 1985 : Diesel de Robert Kramer
- 1997 : Julie Lescaut (TV), episodio 4 stagione 6, Cellules mortelles di Charlotte Brandström : homme moto

- 2006 Les Égarés[5]
- 2006 Bandidas[5]
- 2006 paris je t'aime petites romances de quartiers...[5]
- 2017 Return of the Hero[5]
- Arthur And The Great Adventure[5]